# Ost- i Westprignitzer Kreiskleinbahnen

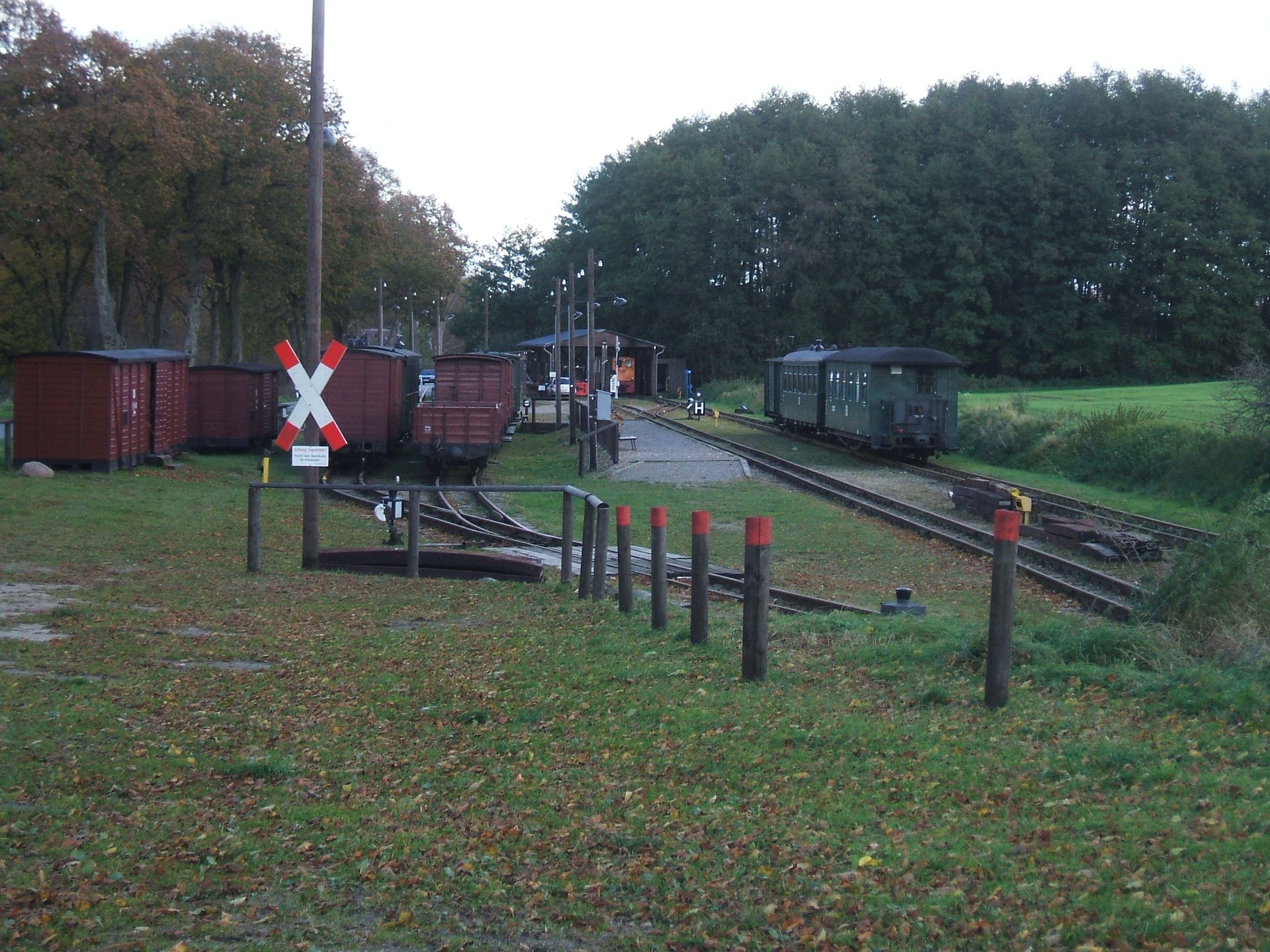
Dworzec w Mesendorf

Ost- i Westprignitzer Kreiskleinbahnen (OPK i WPK, popul. Pollo, j.pol.: Wschodnia i Zachodnia Prignitzka Kolej Powiatowa) – sieć kolei wąskotorowych obsługująca tereny rejonu Prignitz w północno-zachodniej Brandenburgii (Niemcy).

## Historia
Znaczący rozwój wysokotowarowego rolnictwa w rejonie Prignitz w końcu XIX wieku napotykał utrudnienia rozwojowe w postaci bariery transportowej - słabej sieci dobrych dróg i nie docierającej wszędzie kolei. Sytuację rozwiązano w latach 1897 - 1912, budując blisko 100-kilometrową sieć kolei wąskotorowych pomiędzy Perlebergiem, Pritzwalk, Kyritz, Breddin i Glöwen (stacje styczne z siecią normalnotorową). Dodatkowo z Glöwen wybiegała linia do portu na Haweli w Havelbergu (już na terenie landu Saksonia-Anhalt). W 1949 sieć został przejęta przez Deutsche Reichsban (koleje NRD). W latach 60. XX wieku, na skutek konkurencji autobusów i transportu indywidualnego rozpoczął się upadek kolei. Do 31 maja 1969 zamknięto wszystkie odcinki sieci, jedynie linia Glöwen - Havelberg pozostawała otwarta do roku 1971 (w latach 1945 - 1948 była czasowo przekuta na rozstaw normalny).

## Odbudowa
W połowie lat 80. XX wieku rozebraną siecią kolejową zainteresowali się miłośnicy kolei z Lindenbergu i Rostocku. Latem 1992 otwarto pierwszą wystawę historyczną poświęconą kolei na dawnym dworcu w Lindenbergu, który był jednym z najważniejszych węzłów sieci i punktem stycznym między Koleją Wschodnią i Zachodnią (OPK i WPK). Była ona umieszczona w dwóch starych wagonach. Od 5 czerwca 1993 wystawa została przeniesiona do gościńca Zur Eisenbahn. W 1994 narodziła się idea odbudowy części szlaku. 9 maja 2002 uroczyście otwarto pierwszy zrekonstruowany odcinek z Mesendorf do Brünkendorf. W maju 2004 linię wydłużono do Vettin, a w maju 2007 do Lindenbergu, gdzie znajduje się Prignitzer Kleinbahnmuseum (muzeum kolei wąskotorowej). W 2014 kursować będą trzy pary pociągów od 5 lipca do 5 października.